# 张容准
张容准（韓語：장용준，1999年3月18日—，游戏ID：Ghost），韩国《英雄联盟》电子竞技运动员，DWG KIA下路选手，英雄联盟2020赛季全球总决赛冠军成员。